# Akademie für Ältere
Die Akademie für Ältere in Heidelberg ist seit 1984 eine unabhängige Bildungseinrichtung in Selbstverwaltung mit Bedeutung in der ganzen Region. Dort wird von Lebensälteren (Vereinsaufnahmealter über 59 Jahre) ein breites Spektrum an Bildungsveranstaltungen für Ältere in Form von Vorträgen und Seminaren angeboten. Nach ihrem Vorbild oder aufgrund ähnlicher Ziele entstanden zwischenzeitlich Seniorenakademien, die zum Teil verschiedene rechtliche Konstruktionen und Kooperationen mit anderen Institutionen umfassen.

## Entstehung
Die Akademie wurde am 1. August 1984 als eingetragener Verein unter anderem vom Gründungsvorsitzenden Werner Boll (* 8. Juni 1919; † 5. Januar 2007 in Heidelberg) gegründet. Er erreichte schnell eine Mitgliederzahl über 5 000. Die Mitgliederversammlung des Vereins wählt jeweils für vier Jahre einen Vorstand.
Mitte 1993 wurde zusätzlich die gemeinnützige GmbH „Akademie für Ältere“ gegründet. Der Vorstand des Gründungs- und Trägervereins bildet hierbei die Gesellschafterversammlung. Damit war eine Bedingung der Stadt Heidelberg zur weiteren Überlassung von Räumen mit entsprechenden finanziellen Verpflichtungen erfüllt. Eine Leitungsgruppe, die die Geschäftsführung beraten und an konzeptionellen Entscheidungen von Bedeutung teilhaben, sind die (vereinsrechtlich nicht geregelten) Vertreter der ca. 260 ehrenamtlich aktiven Älteren. Sie wählen sich intern ihre Vorsitzenden. Als neues, weiteres Organ kam ein Aufsichtsrat hinzu, der Kontroll- und Interventionsrechte besitzt. Dem Aufsichtsrat sitzt die jeweilige Oberbürgermeisterin, -er der Stadt Heidelberg vor.
Inzwischen blickt die Einrichtung auf über 40 Jahre Erfahrung von Integration, Schaffung neuer Netzwerke und einer Kombination von ehrenamtlichem Engagement und informeller Politikteilhabe zurück. Besucht wird sie zum Teil aus dem Umkreis in der Region heraus. Der Besucherkreis liegt bei über 25 000 verschiedenen Personen im Jahr, die Mitgliederzahl lag 2006 bei über 3.800.

## Nähe und Unterschied zu Volkshochschulen
Die in Deutschland existierenden Erwachsenen- und Weitzerbildungsbildungseinrichtungen unterscheiden sich nach Adressaten (Alter, Berufsgruppen), nach Funktionsbereichen (Schulabschlüsse nachholen, Vorbereitung auf Tätigkeiten), nach inhaltlichen Aspekten usw. Ältere empfinden nach dem Ausscheiden aus dem Beruf oft das Bedürfnis nach etwas Neuem. Sie begreifen das als eine Chance, sich in ihrem Leben noch einmal neu orientieren zu können, in manchen Fällen wird es als Nachholen von Versäumtem verstanden. Die Bildung wird als ein altersunabhängiges Bedürfnis verstanden. Seit den 1980er Jahren wurde von Gerontologinnen wie Ursula Lehr die Altersabhängigkeit der Lernfähigkeit grundsätzlich in Frage gestellt. Bis dahin gingen Öffentlichkeit und Medizin von einem Altersabbau der Intelligenz aus. Die Akademie will mit ihrem Angebot dazu beitragen, dass jeder Ältere – auch bei altersabhängigen körperlichen Einschränkungen – nicht nur sein eigenes Weiterbildungsprogramm zusammenstellen, sondern auch die Zugehörigkeit zur Gruppe Gleichgesinnter und Gleichaltriger erleben kann. Deshalb die Altersgrenze für den Zugang und die Lage des Zeitraums der meisten Veranstaltungen vor 17 Uhr.
Die Basis für das Konzept einer Akademie ist im Gegensatz zum Konzept der Volkshochschule (VHS) die ehrenamtliche Mitarbeit Älterer. Etwa 200 Ehrenamtliche bringen seit Jahren ihre Fähigkeiten und Kenntnisse in die Akademie für Ältere ein. Das Angebot ist auf Ältere zugeschnitten, die es als Möglichkeit des Wissenserwerbs, der Unterhaltung, Abwechslung und als Herausforderung sehen. Ein Zeugnis-Abschluss wird in der Regel nicht angestrebt. Ausnahme davon ist das von der Akademie geförderte Seniorenstudium an den benachbarten Hochschulen, vor allem der Universität Heidelberg.

## Mittel zur Integration oder Isolierung alter Menschen
Altenakademien und Volkshochschulen sind eine Form gesellschaftlicher Teilhabe alter Menschen. Auch Volkshochschulen kommen in der Regel dem Interesse der alten Menschen an Bildung und Weiterbildung entgegen. Im Programm der Volkshochschule findet man Sprachkurse, Tanz, Seniorensport und verschiedene kulturelle Angebote, die altersunabhängig sind. Daneben gibt es auch spezielle Kursangebote für Ältere, wie Computerkurse für ältere Anfänger, Wertschätzung des Alters in verschiedenen Kulturen, Wohnformen im Alter, der Alzheimerkrankheit vorbeugen. Aber erstaunlicherweise sind es gerade jüngere (40–60 Jahre) Menschen, besonders solche, die sich zur Zeit um ihre alten Eltern und Verwandten kümmern, die diese Kurse besuchen, um die Lücke an Informationen zwischen Alter und Jugend zu schließen. Die Akademie öffnet ältere Menschen evtl. durch ihre Angebote dafür, um auch Angebote der Volkshochschule in Anspruch zu nehmen, wo sie sich sonst „unter Leistungsdruck“ gesetzt fühlen würden.
Bei Kursbesuchen im gleichbleibenden Teilnehmerkreis entstehen informelle Gruppen und Freundschaften, die an ein Hobby oder das Interesse an einem Fachgebiet anknüpfen. Sind nur über 60-Jährige anwesend, erhöht sich die Wahrscheinlichkeit von solchen sozialen Beziehungen, wenn das jemand anstrebt. Dazu muss darauf verwiesen werden, dass sich Altenakademie und Volkshochschule vor Ort keine Konkurrenz machen und keine entsprechenden Anzeichen beobachtet werden können. Beide ergänzen sich bei der Nutzung der von der Stadt getragenen Räume einer großen ehemaligen Schule.

## Themenbereiche, Interessensgebiete
- Fremdsprachen
- Geschichte/Gesellschaft
- Computerkurse, Homepage-Gruppe
- Kunstgeschichte mit Exkursionen
- Kunst/Gestalten/Mode
- Länder und Regionen
- Literatur und Sprache
- Musizieren
- Naturwissenschaften
- Philosophie/Theologie
- Recht/Wirtschaft/Finanzen
- Akademie unterwegs

usw.

## Beratungsbüro, externer Service
Dazu gehören Einzelberatung vor allem in gesundheitlichen und finanziellen Fragen. Die Karte ab 60, eine Verbundkarte für die Region, wurde von dem Verein agegestossen und mit organisiert. Themen sind auch immer wieder Selbstbestimmtes Wohnen und Wohnberatung, Studium ab 60, Theaterservice.

## Stiftung
Die Akademie für Ältere hat eine gemeinnützige Stiftung eingerichtet, in die Spenden und Vermächtnisse einfließen können. Der jährliche Erlös aus diesem Kapital steht u. a. für Projekte, Veranstaltungen und Anschaffungen zur Verfügung.